# Junji Ito
Junji Ito (n. 31 iulie 1963, Nakatsugawa, Prefectura Gifu, Japonia) este un artist manga japonez, cunoscut pentru lucrările sale horror precum Tomie, Uzumaki sau Gyo.
Pe parcursul anilor lucrările lui Ito au adunat o mulțime de fani, astfel acesta ajungând să fie unul dintre cei mai bine cunoscuți artiști de manga horror din Japonia.
Multe dintre lucrările sale au fost adaptate în filme sau serii anime precum Tomie Film Series și Junji Ito Collection.

## Viață și carieră
Junji Ito s-a născut în 31 Iulie 1963 în Sakashita, care în prezent face parte din Nakatasugawa. Acesta a crescut în mediul rural într-un oraș mic lângă Nagano. Ito a început să citească lucrări horror de la o vârstă fragedă datorită surorilor lui, care citeau asemenea lucrări in diferite reviste, iar la vârsta de 4 ani a început să deseneze manga inspirate de acele lucrări. Acesta a continuat să deseneze ca o pasiune până în anul 1984, când a început să lucreze ca tehnician dentar, perioadă în care i-a fost greu să găsească un echilibru între muncă și pasiune.
În 1987, acesta și-a prezentat una dintre lucrări în Monthly Halloween astfel obținând o mențiune de la Kazuo Umezu, unul dintre autorii lui favoriți din copilărie. Această lucrare a continuat pe o perioadă de 13 ani anterior fiind serializată ca Tomie.